# Rezerwat przyrody Góra Zborów
Rezerwat przyrody Góra Zborów – rezerwat przyrody nieożywionej na terenie Jury Częstochowskiej, utworzony na podstawie Zarządzenia Ministra Leśnictwa i Przemysłu Drzewnego z dnia 30 sierpnia 1957 r. w sprawie uznania za rezerwat przyrody (M.P. 1957 nr 75, poz. 461). W granicach rezerwatu, o powierzchni 45,00 ha, leżą dwa wzgórza: Góra Zborów i Kołoczek, oba gęsto pokryte wapiennymi ostańcami o wysokości do 30 metrów, na ścianach, których znajdują się liczne drogi wspinaczkowe. Zjawiska krasowe ukształtowały jaskinie (m.in. Jaskinia Głęboka – udostępniona dla ruchu turystycznego) i leje krasowe. Administracyjnie znajduje się w obrębie wsi Kroczyce w województwie śląskim, w powiecie zawierciańskim, w gminie Kroczyce.
Sama Góra Zborów – najwyższe wzniesienie byłego województwa częstochowskiego (462 m) – jest punktem widokowym (wieńczy go wieżyczka triangulacyjna wmurowana przez Niemców podczas okupacji).
Na terenie rezerwatu występuje około 210 gatunków roślin naczyniowych. Szata roślinna ma tu charakter strefowo-pasmowy. Licząc od podnóża, Górę Zborów porasta kolejno: las sosnowy, miejscami płaty lasów grądowych, buczyna sudecka z żywcem dziewięciolistnym w runie, buczyna kwaśna i murawy kserotermiczne. Najwyżej znajdują się zbiorowiska naskalne.
Rezerwat leży na terenie specjalnego obszaru ochrony siedlisk Natura 2000 „Ostoja Kroczycka” oraz na terenie Parku Krajobrazowego Orlich Gniazd.
Obszar objęty projektem to liczne ostańce skał wapiennych, nierzadko kilkudziesięciometrowej wysokości z jaskiniami oraz wydmy śródlądowe.
Rosną tu: szakłak, dereń, głóg, tarnina i leszczyna oraz murawy kserotermiczne i roślinność naskalna. W wielu miejscach dużą powierzchnię porastają priorytetowe płaty jałowca pospolitego na podłożu wapiennym. Na skałach rozwinęły się kesrotermiczne murawy naskalne i zbiorowiska paproci szczelinowych, z rzadkimi gatunkami roślin, m.in.: goździk siny, skalnica gronkowa (relikt glacjalny). Znajdziemy tu też system źródliskowy Białki Zdowskiej i Grzybówki.
Jest to środowisko życia ptactwa – gniazduje tu m.in. puchacz, drozd skalny, krzyżodziób sosnowy oraz krzyżodziób świerkowy, kopciuszek i dzierzba rudogłowa.
Rezerwat znajduje się w zasięgu terytorialnym Nadleśnictwa Koniecpol, ale tylko niewielki oddział leśny o powierzchni 0,15 ha leży na gruntach zarządzanych przez nadleśnictwo – pozostała część jest bowiem administrowana przez Towarzystwo Miłośników Ziemi Zawierciańskiej. Rezerwat nie posiada planu ochrony; na mocy ustanowionych w czerwcu 2019 roku na okres 5 lat zadań ochronnych jego obszar podlega ochronie czynnej i krajobrazowej.
|  |  |  |
|  |  |  |